# シミック
シミック株式会社（英: Cmic Co., Ltd.）は、医薬品の開発支援を行う企業である。本社は東京都港区。

## 概要
（旧）シミック株式会社（1985年3月設立）が持株会社制へ移行するにあたり、1992年4月に立ち上げた医薬品開発支援（CRO）事業を新設分割によって分社化し、現在の（新）シミック株式会社が設立された。

## 沿革
- 2012年1月 - （旧）シミック株式会社の医薬品開発支援(CRO)事業を新設分割により（新）シミック株式会社を設立。（旧）シミック株式会社はシミックホールディングス株式会社に商号変更し、持株会社に移行。
- 2012年3月 - シミックメディカルリサーチ株式会社（2011年5月にスギ薬局等を展開するスギホールディングス株式会社の子会社であるスギメディカル株式会社から譲り受けた法人のうちの1社で、旧・スギメディカルリサーチ株式会社）を吸収合併。
- 2018年10月 - シミックPMS株式会社を吸収合併。